# Weberstraße 3 (Quedlinburg)

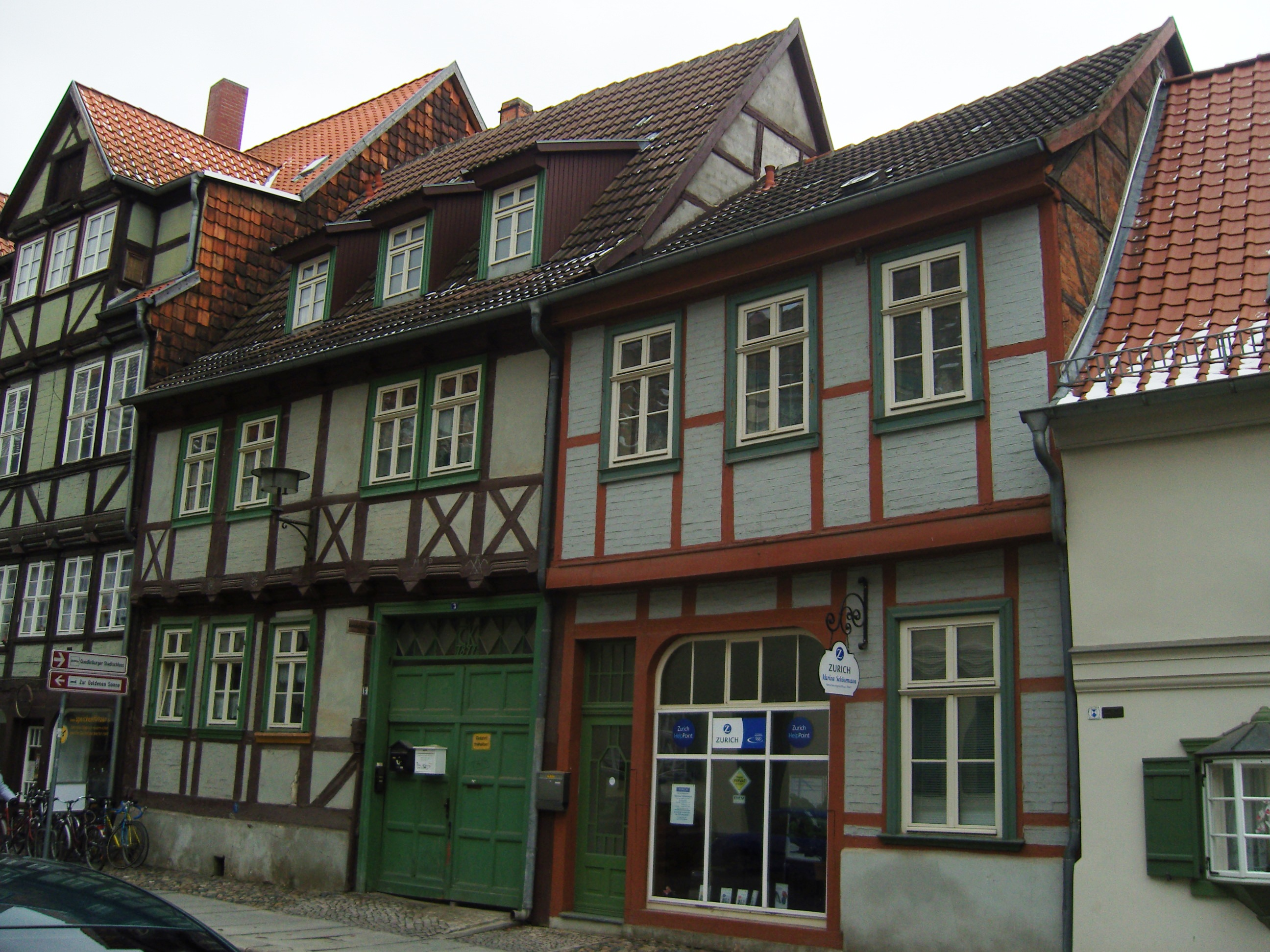
Haus Weberstraße 3

Das Haus Weberstraße 3 ist ein denkmalgeschütztes Gebäude in der Stadt Quedlinburg in Sachsen-Anhalt.

## Lage
Es befindet sich im nördlichen Teil der historischen Quedlinburger Neustadt und gehört zum UNESCO-Weltkulturerbe. Im Quedlinburger Denkmalverzeichnis ist es als Wohnhaus eingetragen. Südlich grenzt das gleichfalls denkmalgeschützte Haus Weberstraße 2, nördlich das Haus Weberstraße 4 an.

## Architektur und Geschichte
Das Fachwerkhaus besteht aus zwei Gebäudeteilen. Der linke, südliche Teil entstand im Jahr 1674 durch den Zimmermeister Peter Dünnehaupt. Auf ihn verweist die mit einem Wappen verzierte Inschrift M.P.D.  Die Stockschwelle ist mit Pyramidenbalkenköpfen verziert. Das Erdgeschoss wurde in späterer Zeit verändert. In diesem Gebäudeteil befindet sich auch eine Hausdurchfahrt, deren hölzernes Hoftor aus dem Jahr 1874 stammt. Der nördliche Teil des Hauses ist weniger aufwendig gestaltet und auch jüngerer Entstehungszeit. Dieser Teil entstand in der Zeit um 1800. Das Fachwerk verfügt über einen Ständerrhythmus sowie über eine Profilbohle. Im Erdgeschoss wurde um 1910 ein bemerkenswert gestalteter Ladeneinbau vorgenommen.